# Râul Budislavu
Râul Budislavu este un curs de apă, unul din cele două brațe care formează Râul Boia Mică. 